# 林鍾聲
林鍾聲（：／ Lim Jong-seong，1965年8月5日—），大韓民國自由派政治人物，第20到21屆國會議員。